# Liga Femeilor Române
Liga Femeilor Române var en organisation för kvinnors rättigheter i Rumänien, grundad 1894. 
Det var den första nationella kvinnoorganisationen i Rumänien, och anses vara starten för landets organiserade kvinnorörelse. Den utgav tidningen Buletinul Ligii femeilor.